# Pigessharukku
Pigessharukku är en ö i Marshallöarna.   Den ligger i kommunen Ailinginae, i den nordvästra delen av Marshallöarna, 700 km nordväst om huvudstaden Majuro. Arean är 0,16 kvadratkilometer.
Terrängen på Pigessharukku är platt. Öns högsta punkt är 10 meter över havet. Den sträcker sig 0,3 kilometer i nord-sydlig riktning, och 0,9 kilometer i öst-västlig riktning.